# Пьи (царство)
Царство Пьи (бирм. ဒုတိယ သရေခေတ္တရာ နေပြည်တော်) — государство, существовавшее на протяжении шести десятилетий, с 1482 по 1542 год, на территории современной центральной Мьянмы.
Это небольшое государство, ведущее своё начало из города Пьи, было одним из множества мелких государственных образований, отделившихся в конце XV века от разваливающейся империи Ава. В период 1520-х годов Пьи было союзником конфедерации Шанских княжеств, совершая вместе с ним набеги на территорию Авы. После окончательного падения Авы под ударами войск шанской конфедерации в 1527 году Пьи в скором времени, в 1532 году, само стало зависимым от шанов государством. В 1530-х годах Пьи оказалось втянутым в войну между государствами Таунгу и Хантавади (1534—1541). Несмотря на военную помощь от шанской конфедерации и царства Мьяу-У, в 1542 году это маленькое государство было захвачено войсками Таунгу.